# William Saliba
William Alain André Gabriel Saliba (* 24. března 2001 Bondy) je francouzský profesionální fotbalista, který hraje na pozici středního obránce za anglický klub Arsenal FC a za francouzský národní tým.

## Klubová kariéra
Saliba se narodil ve městě Bondy libanonskému otci a kamerunské matce.

### Saint-Étienne
Saliba se v roce 2016 stal hráčem Saint-Étienne. Svůj první profesionální kontrakt s klubem podepsal ve věku 17 let v květnu 2018.
Svůj debut v A-týmu si Saliba odbyl 25. září 2018, když odehrál celé utkání Ligue 1 proti Toulouse ve stoperské dvojici s Nevenem Subotićem. V nabité konkurenci, v podobě kapitána klubu Loïce Perrina, Timothéeho Kolodziejczaka, Wesleyho Fofany a Subotiće, nedostával Saliba příliš prostoru v podzimní části sezóny. Saliba prodloužil 23. dubna 2019 svůj kontrakt se Saint-Étienne až do června 2023.
Do základní sestavy se mu podařilo nadobro prosadit až v dubnu 2019, kdy se zranil Subotić, a Saliba tak vytvořil stoperskou dvojici s kapitánem Perrinem. Ve své první sezóně v nejvyšší soutěži nastoupil do 16 ligových zápasů a dobrými výkony na sebe upozornil největší evropské kluby.

### Arsenal
Dne 25. července přestoupil Saliba do londýnského Arsenalu za částku okolo 30 milionů euro. Talentovaný obránce podepsal s Gunners pětiletou smlouvu.

#### Saint-Étienne (hostování)
Po přestupu do Arsenalu se Saliba vrátil zpátky do Saint-Étienne v rámci ročního hostování. Kvůli zranění hamstringu musel vynechat prvních 7 ligových kol a v základní sestavě se poprvé objevil až 3. října 2019. V ten den debutoval v evropských pohárech, když odehrál celé utkání základní skupiny Evropské ligy proti německému VfL Wolfsburg. Poté, co se stal stabilní části základní sestavy trenéra Clauda Puela, utrpěl v listopadu zlomeninu nártní kosti, která jej vyřadila ze hry až do února následujícího roku. Po svém návratu na hřiště se prakticky ihned vrátil do startovní jedenáctky klubu a v sezóně, která byla předčasně ukončena kvůli pandemii covidu-19, odehrál dohromady 12 ligových utkání. Se Saint-Étienne se dostal až do finále Coupe de France, ve kterém klub vyzval Paris Saint-Germain FC, které se kvůli pandemii covidu-19 odehrálo až v červenci 2020. Arsenal nesouhlasil s prodloužením hostování, a tak Saliba o finále, které skončilo porážkou Saint-Étienne 0:1, přišel.

#### Návrat do Arsenalu
Po svém příchodu z hostování ze Saint-Étienne dostal Saliba dres s číslem 4. Svého nesoutěžního debutu v klubu se Saliba dočkal v srpnu 2020, když nastoupil do přátelského utkání proti MK Dons. Byl také nevyužitým náhradníkem při výhře v Community Shield, ve kterém Arsenal porazil po penaltovém rozstřelu Liverpool. Ve zbytku podzimní části sezóny se však Saliba nedostával ani na lavičku náhradníků, když přednost před ním dostával Rob Holding, Gabriel Magalhães, Pablo Marí, Shkodran Mustafi, David Luiz či Sead Kolašinac, a tak Saliba nastupoval především za tým do 23 let. Podle manažera Mikela Artety potřeboval "přechodný rok", aby si zvykl na anglický styl hry, ovšem bývalému hráči St. Étienne se to nelíbilo a požádal klub o uvolnění na hostování.

#### Nice (hostování)

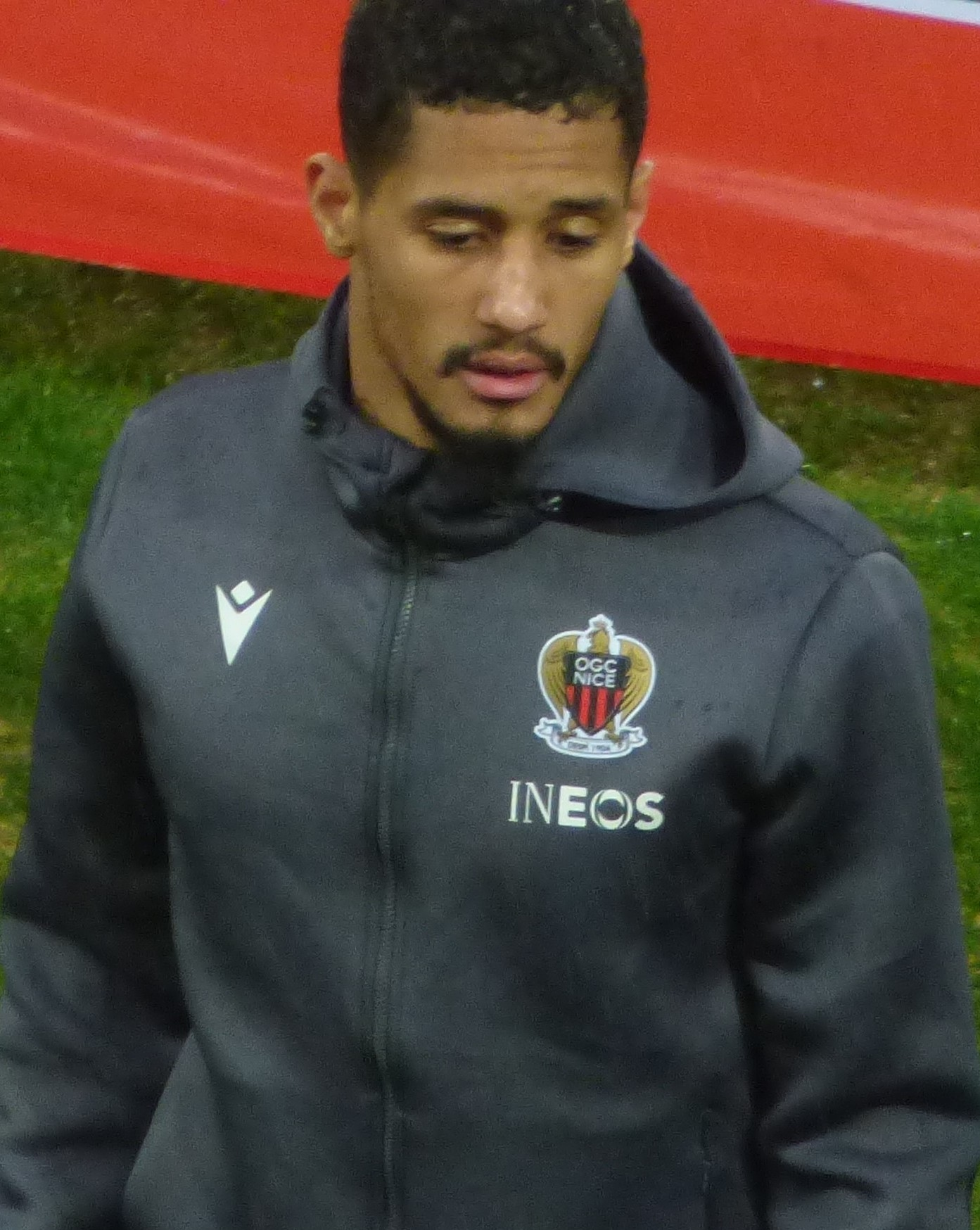
Saliba v dresu Nice (2021)

Dne 4. ledna 2021 odešel Saliba na půlroční hostování do francouzského OGC Nice. V klubu debutoval o dva dny později v ligovém zápase proti Stade Brestois. Saliba se stal ihned členem základní sestavy po boku stoperů Stanleyho Nsokiho a Flaviuse Daniliuce a za své dobré výkony byl odměněn oceněním pro nejlepšího hráče klubu za měsíc leden; následně vytvořil stoperskou dvojici s Jeanem-Clairem Todibem. 20. března musel Saliba vynechat ligový zápas proti Marseille kvůli pozitivnímu testu na covid-19. V posledním zápase sezóny, proti Lyonu, rozhodl v 57. minutě svým premiérovým gólem o výhře Nice 3:2.

#### Marseille (hostování)
Saliba odešel v létě 2021 na další hostování do francouzské nejvyšší soutěže, tentokráte na sezónu 2021/22 posílil Olympique Marseille. Společně s dalším hráčem, který hostoval v Marseille z Arsenalu, s Matteem Guendouzim, debutoval v základní sestavě hned v prvním kole, a to 8. srpna 2021 při výhře 3:2 nad Montpellierem. Saliba se rychle zabydlel v základní sestavě Marseille, ve které nejčastěji nastupoval ve stoperské dvojici s Dujem Ćaletou-Carem, Álvarem Gonzálezem či Luanem Peresem. V sezóně, ve které pomohl klubu k postupu do semifinále Konferenční ligy a ke konečné 2. příčce v lize, odehrál dohromady 52 soutěžních utkání. Saliba byl zvolen nejlepším mladým hráčem sezóny Ligue 1 a dostal se také do nejlepší sestavy sezóny.
V dubnu 2022 v rozhovoru pro místní televizi prozradil, že by se nebránil setrvání v klubu na trvalo. "Je tu vždy šance. Nemůžu skrývat, že jsem v Marseille velmi spokojený." I přes zájem Marseille a jiných evropských klubů vyslovil Saliba v červnu přání navrátit se do Arsenalu a zabojovat o místo v základní sestavě.

#### Druhý návrat do Arsenalu
Před sezónou 2022/23 manažer Arsenalu Mikel Arteta potvrdil. že se Salibou počítá v plánech na příští sezonu. Saliba dostal dres s číslem 12. Svého debutu v dresu Arsenalu, a také v Premier League, si odbyl 5. srpna 2022 v prvním ligovém zápase sezóny proti Crystal Palace po boku Gabriela. Arsenal zápas vyhrál 2:0 a Saliba byl za svůj výkon chválen, získal ocenění pro hráče utkání a byl zařazen do nejlepší jedenáctky kola podle BBC.

## Reprezentační kariéra
Saliba byl poprvé povolán do francouzské reprezentace v březnu 2022 jako náhradník za zraněného Benjamina Pavarda. Svého debutu se dočkal 25. března při výhře 2:1 v přátelském zápase proti Pobřeží slonoviny, když v 58. minutě vystřídal Raphaëla Varanea. V základní sestavě se poprvé objevil o čtyři dny později v přátelském zápase proti Jihoafrické republice (výhra 5:0).
Svůj soutěžní debut v reprezentaci si odbyl 3. června 2022, když nastoupil do zápasu Ligy národů proti Dánsku.

## Kontroverze
Dne 9. února 2021 se Francouzská fotbalová federace rozhodla vyšetřit tři roky starý incident, při němž Saliba na svůj telefon natočil masturbujícího spoluhráče. Federace případ otevřela především kvůli podezření z šikany v rámci fotbalového týmu. Saliba dostal od francouzské FA měsíční podmínku, který by se aktivovala pouze v případě, že by se Saliba dopustil dalšího prohřešku.

## Statistiky

### Klubové
K 6. srpnu 2022
| Klub                  | Sezóna  | Liga           | Liga   | Liga | Národní pohár | Národní pohár | Ligový pohár | Ligový pohár | Evropské poháry | Evropské poháry | Celkem | Celkem |
| Klub                  | Sezóna  | Liga           | Zápasy | Góly | Zápasy        | Góly          | Zápasy       | Góly         | Zápasy          | Góly            | Zápasy | Góly   |
| --------------------- | ------- | -------------- | ------ | ---- | ------------- | ------------- | ------------ | ------------ | --------------- | --------------- | ------ | ------ |
| Saint-Étienne         | 2018/19 | Ligue 1        | 16     | 0    | 2             | 0             | 1            | 0            | —               | —               | 19     | 0      |
| Arsenal               | 2019/20 | Premier League | 0      | 0    | 0             | 0             | 0            | 0            | 0               | 0               | 0      | 0      |
| Arsenal               | 2020/21 | Premier League | 0      | 0    | 0             | 0             | 0            | 0            | 0               | 0               | 0      | 0      |
| Arsenal               | 2021/22 | Premier League | 0      | 0    | 0             | 0             | 0            | 0            | 0               | 0               | 0      | 0      |
| Arsenal               | 2022/23 | Premier League | 1      | 0    | 0             | 0             | 0            | 0            | 0               | 0               | 1      | 0      |
| Arsenal               | Celkem  | Celkem         | 1      | 0    | 0             | 0             | 0            | 0            | 0               | 0               | 1      | 0      |
| Saint-Étienne (host.) | 2019/20 | Ligue 1        | 12     | 0    | 3             | 0             | 0            | 0            | 2               | 0               | 17     | 0      |
| Nice (host.)          | 2020/21 | Ligue 1        | 20     | 1    | 2             | 0             | —            | —            | —               | —               | 22     | 1      |
| Marseille (host.)     | 2021/22 | Ligue 1        | 36     | 0    | 3             | 0             | —            | —            | 13              | 0               | 52     | 0      |
| Celkem                | Celkem  | Celkem         | 85     | 1    | 10            | 0             | 1            | 0            | 15              | 0               | 111    | 1      |

### Reprezentační
K 10. červnu 2022
| Francie | Francie | Francie |
| Rok     | Zápasy  | Góly    |
| ------- | ------- | ------- |
| 2022    | 5       | 0       |
| Celkem  | 5       | 0       |

## Ocenění

### Klubová

#### Arsenal
- Community Shield: 2020[53]

### Individuální
- Mladý hráč sezóny Ligue 1: 2021/22[35]
- Jedenáctka sezóny Ligue 1: 2021/22[36]